# Tore Persson (skådespelare)
Tore Persson, född  29 april 1953 i Malmö, död 11 augusti 2016 i Stockholm, var en svensk skådespelare och läkare i Stockholm. Han hade en bakgrund som radiopratare, företagsledare, bildkonstnär, musiker och skivbolagsdirektör. Persson var medlem av musikgruppen Grus i dojjan samt medverkade i bildandet av skivbolaget Amalthea i Malmö 1977.

## Filmografi (urval)
- 1992 – Kvällspressen (TV-serie)
- 1992 – Hassel – Svarta banken
- 1996 – Anna Holt (TV-serie)
- 1999 – Anna Holt (TV-serie)
- 1999 – Hälsoresan – En smal film av stor vikt
- 2003 – Tur & retur
- 2004 – Fyra nyanser av brunt
- 2010 – Morden i Sandhamn

## Fotnoter
1. ↑  Dödsannons familjesidan.se. Läst 26 augusti 2016.
2. ↑  Dr Tore Persson in memoriam Arkiverad 20 september 2016 hämtat från the Wayback Machine. patienttorget.se 12 augusti 2016. Läst 26 augusti 2016.
3. ↑  Tore Persson Minnesord i Sydsvenskan. Läst 26 augusti 2016.